# Le Marigot
Pour les articles homonymes, voir Marigot.
Le Marigot est une commune située entre celles du Lorrain et Sainte-Marie au nord de la Martinique. Ses habitants sont appelés les Marigotains.

## Géographie

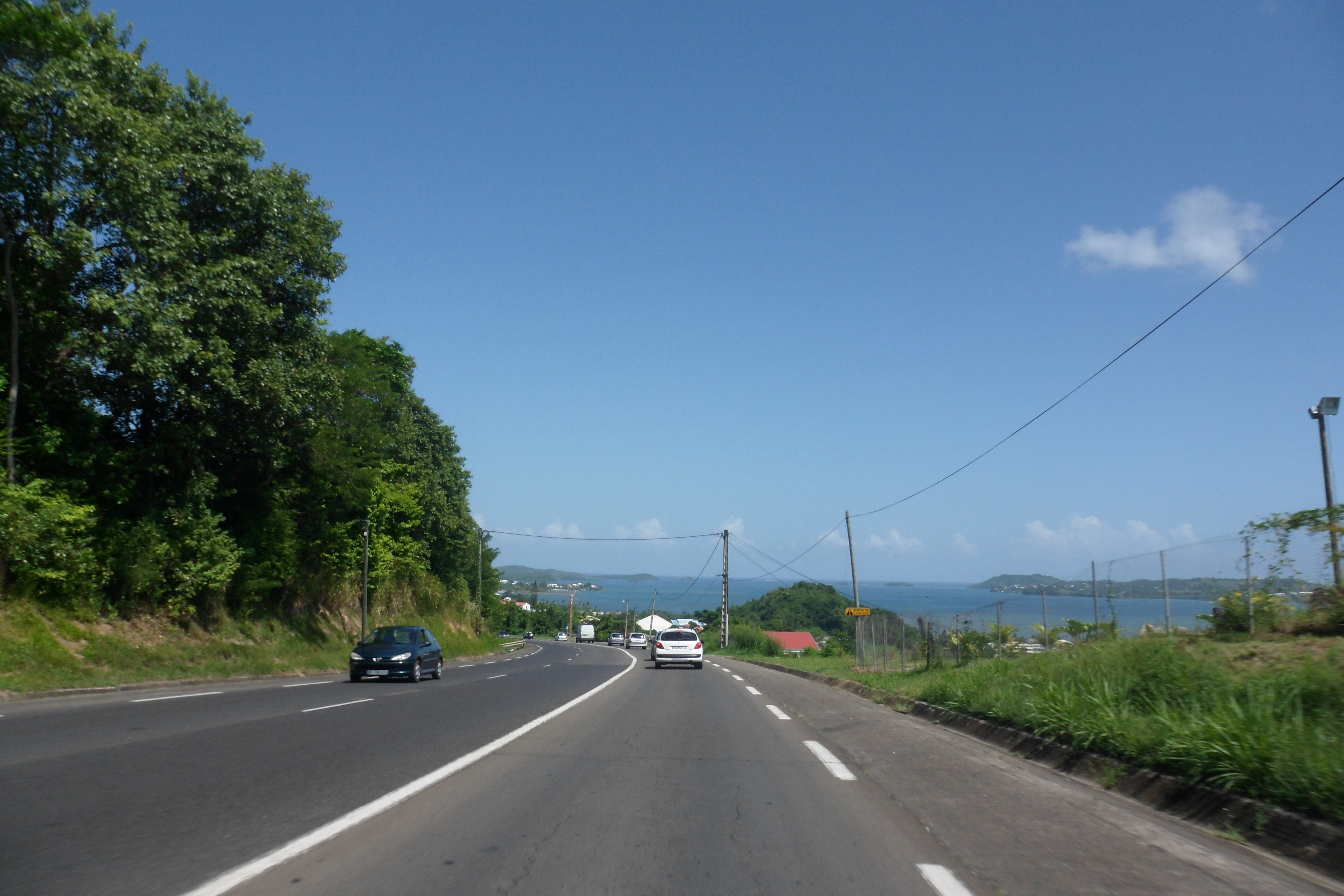
La commune est desservie par la RN1.

### Localisation
La commune est située entre Le Lorrain et Sainte-Marie. Ses limites sont la rivière Charpentier et la rivière du Lorrain. Elle est par ailleurs entourée par d'autres communes : Fonds-Saint-Denis, le Gros-Morne et par l'océan Atlantique.
Le territoire communal s'étire vers le Sud, sous le Morne Platine jusqu'au Morne du Lorrain et de la Route Nationale 1. Plus au Nord, elle est limitée par le Morne l’Étang, et le Morne Palmiste.
De relief très accidenté, sa côte est très découpée et est constituée de falaises et d'anses : Massé, Charpentier, Baignoire... Exposé à l'Est, le Bourg forme une sorte d’amphithéâtre qui reçoit de plein fouet les alizés.
Elle compte plusieurs quartiers : Charpentier, Garanne, Plateforme, La Marie, Duhamelin, Fonds-d'Or, Sénéchal, le Bourg, La Pointe, Dehaumont, Fleury, Papin, Durand, Dominante, Dussaut, Duvallon, Grand-Desgras, La Débite, Crassous, Fonds-Dominique...

## Urbanisme

### Typologie
Le Marigot est une commune urbaine, car elle fait partie des communes denses ou de densité intermédiaire, au sens de la grille communale de densité de l'Insee,,,. 
Elle appartient à l'unité urbaine de Sainte-Marie, une agglomération intra-départementale regroupant 3 communes et 29 440 habitants en 2022, dont elle est une commune de la banlieue,.
Par ailleurs la commune fait partie de l'aire d'attraction de Fort-de-France, dont elle est une commune de la couronne. Cette aire, qui regroupe 28 communes, est catégorisée dans les aires de 200 000 à moins de 700 000 habitants,.
La commune, bordée par l'Océan Atlantique au nord-est, est également une commune littorale au sens de la loi du 3 janvier 1986, dite loi littoral. Des dispositions spécifiques d’urbanisme s’y appliquent dès lors afin de préserver les espaces naturels, les sites, les paysages et l’équilibre écologique du littoral, par exemple le principe d'inconstructibilité, en dehors des espaces urbanisés, sur la bande littorale des 100 mètres, ou plus si le plan local d’urbanisme le prévoit,.

## Toponymie
Le mot marigot désigne une dépression envahie par les eaux stagnantes, le bras mort d’un fleuve ou d’une rivière.
En 1923, le conseil municipal projette de changer le nom de la commune pour Fonds-d'Or pour dissiper l’image d’une région insalubre et marécageuse qu’évoque Marigot. La décision fut prise en 1926 mais la commune retrouve son nom dès 1929.

## Histoire
La commune du Marigot est créée en 1889 à partir d'une section de la commune du Lorrain. La même année est fondée l'usine du Lorrain sur le site de l'ancienne sucrerie de l'Habitation Lagrange, propriété de la famille Assier de Pompignan. Contrairement à ce que son nom laisse entendre, l'usine du Lorrain se trouve sur le territoire de la commune du Marigot. Elle reste en activité jusqu'à 1955.

## Politique et administration

### Rattachements administratifs et électoraux
Le Marigot appartient à l'arrondissement de La Trinité et vote pour les représentants de l'Assemblée de Martinique. Avant 2015, elle élisait son représentant au conseil général dans le canton du Marigot, entité dont elle était le chef-lieu et unique commune.
Pour l’élection des députés, la commune fait partie de la deuxième circonscription de la Martinique.

### Intercommunalité
La commune appartient à la communauté d'agglomération du Pays Nord Martinique et en est le siège.

### Liste des maires
| Période                                  | Période                     | Identité       | Étiquette                      | Qualité |
| ---------------------------------------- | --------------------------- | -------------- | ------------------------------ | --- |
| 1947                                     | juin 1995                   | Michel Renard  | DVG puis UDR puis RPR puis DVD | Enseignant Conseiller général du canton du Marigot (1955 → 1998)                                                     |
| juin 1995                                | mars 2014                   | Ange Lavenaire | RDM                            | Professeur Conseiller général du canton du Marigot (1998 → 2015) Président de la CC du Nord Martinique (2008 → 2014) |
| mars 2014                                | En cours (au 30 avril 2014) | Joseph Péraste | DVD                            | Enseignant retraité 8e vice-président de la CA du Pays Nord Martinique (2014 → )                                     |
| Les données manquantes sont à compléter. |                             |                |                                | |

## Population et société

### Démographie
L'évolution du nombre d'habitants est connue à travers les recensements de la population effectués dans la commune depuis 1961, premier recensement postérieur à la départementalisation de 1946. À partir de 2006, les populations de référence des communes sont publiées annuellement par l'Insee. Le recensement repose désormais sur une collecte d'information annuelle, concernant successivement tous les territoires communaux au cours d'une période de cinq ans. Pour les communes de moins de 10 000 habitants, une enquête de recensement portant sur toute la population est réalisée tous les cinq ans, les populations de référence des années intermédiaires étant quant à elles estimées par interpolation ou extrapolation. Pour la commune, le premier recensement exhaustif entrant dans le cadre du nouveau dispositif a été réalisé en 2005.

En 2022, la commune comptait 2 991 habitants, en évolution de −8 % par rapport à 2016 (Martinique : −4,11 %, France hors Mayotte : +2,11 %).
| 1961  | 1967  | 1974  | 1982  | 1990  | 1999  | 2010  | 2015  | 2020  |
| ----- | ----- | ----- | ----- | ----- | ----- | ----- | ----- | ----- |
| 3 548 | 3 715 | 3 842 | 3 498 | 3 587 | 3 663 | 3 603 | 3 307 | 3 078 |

| 2022  | - | - | - | - | - | - | - | - |
| ----- | - | - | - | - | - | - | - | - |
| 2 991 | - | - | - | - | - | - | - | - |

### Sports
Équipement sportif : 
- Stade municipal du Marigot

Clubs sportifs :
- JS Marigot[16], football
- ASC Dominante, handball

## Économie
Le taux de chômage, en 1999, pour la commune fut de 36,2 %.

## Culture locale et patrimoine

### Lieux et monuments
- Église Saint-Pierre du Marigot. L'église est dédiée à l'apôtre saint Pierre.

### Personnalités liées à la commune
- Michel Renard, Maire du Marigot durant 48 ans de 1947 à 1995 et député de la Martinique de 1986 à 1988 et conseiller général de 1949 à 1998 et conseiller régional de 1983 à 1992. Michel Renard a été élu maire du Marigot en 1947 à l'âge de 23 ans, c'est à l'époque le plus jeune maire de France et de l'histoire de la Martinique ;
- Victor Anicet, plasticien et sculpteur ;
- Eugène Mona (1943-1991), célèbre chanteur et flûtiste martiniquais ;
- Eugène Delouche (1909-1975), clarinettiste martiniquais

### Héraldique
Son blason a été réalisé, à partir des thèmes suivants : le Fond d'Or et les cinq quartiers, le soleil, la religion, la pêche et la paix.
Au départ de la composition, le soleil qui dynamise la vie du "bourg fleuri". Les cinq pétales représentant les cinq quartiers principaux du Marigot. La courbe hélicoïdale du soleil revêt une couleur dorée. Il s'agit du rappel du Fond d'Or qui fut l'appellation du Marigot, de 1923 à 1929.
En bas, à droite de la composition, l'interprétation de l'activité économique fondamentale du Marigot : la pêche. Ce thème est représenté par le profil d'un bateau, couleur bleu. L'avant de ce bateau s'accroche sur une ligne verticale croisant une ligne horizontale, à la hauteur du sommet des vagues (partie gauche du blason). Ces deux droites se croisant représentent la croix chrétienne (porte-bonheur, c'est une forme géométrique ayant une action sur l'univers). En bleu, sur la partie gauche, représentation des vagues déferlantes de l'océan Atlantique et la configuration de Marigot en amphithéâtre.
En dernier lieu, en haut et à gauche, un oiseau avec son aile déployée projette la paix et la fraternité sur la commune.